# پل میوکارد
پل میوکارد (MB) یک ناهنجاری مادرزادی قلبی شایع است که در آن یکی از شریان‌های کرونر از میان عضله قلب (میوکارد) تونل می‌زند.
در بیشتر افراد، شریان‌های کرونر در بالای عضله قلب قرار می‌گیرند و خون را به رگ‌های کوچک‌تر (مثلاً شریان‌های سپتال) می‌رسانند که سپس خون را به خود عضله قلب می‌رسانند (یعنی در سراسر میوکارد پراکنده می‌شوند). با این حال، اگر یک نوار عضلانی در اطراف یکی از شریان‌های کرونر در مرحله رشد جنینی تشکیل شود، یک پل میوکارد تشکیل می‌شود - یک «پل» عضله قلب بر روی شریان.
هر بار که قلب برای پمپاژ خون فشار می‌آورد، نوار عضلانی فشار وارد می‌کند و به ندرت شریان را منقبض (تنگ) می‌کند و جریان خون به قلب را کاهش می‌دهد. حتی یک ضمانت نازک خارج از <۱ میلی‌متر و/یا با کوتاهی (طول) خارجی ۲۰ میلی‌متری پل عضله می‌تواند علائم قابل توجهی ایجاد کند، اگرچه این مورد به‌طور کامل ثابت نشده است. پل‌های میوکارد می‌توانند از چند میلی‌متر تا ۱۰ سانتی‌متر یا بیشتر طول داشته باشند.
شیوع کلی پل میوکارد ۱۹ درصد است، اگرچه مشاهده شیوع آن در موارد کالبد شکافی بسیار بیشتر است (۴۲ درصد). پل میوکارد معمولاً یک وضعیت بی‌ضرر است و در بسیاری از موارد به نظر نمی‌رسد که پل‌ها هیچ علامتی ایجاد کنند. با این حال، برخی از افراد با پل‌های میوکارد ممکن است آنژین یا درد قفسه سینه را تجربه کنند.

## علائم و نشانه‌ها
در حالی که بسیاری از افراد دارای پل‌های بسیار ریز میوکارد هستند که هیچ علامتی ایجاد نمی‌کنند، برخی دیگر، از جمله کودکان دارای پل‌های طولانی‌تر و/یا عمیق‌تر هستند. به عنوان مثال، برخی از بیماران اصلاً نمی‌توانند بدوند یا تمرین بدنی داشته باشند، برخی دیگر علیرغم علائمی مانند تنگی نفس یا احساس سفتی در قفسه سینه می‌توانند ورزش کنند و برخی دیگر در حین ورزش با بهبود علائم مواجه می‌شوند. بسیاری از ورزشکاران رقابتی پل‌های شدید میوکارد و جراحی برداشتن پوشش عضله داشته‌اند.
علائم پل‌های میوکارد بسته به طول، عمق و محل آن از بیمار به بیمار دیگر کمی متفاوت است. علائم رایج عبارتند از:
- سرگیجه
- تنگی نفس
- خستگی
- درد قفسه سینه / آنژین صدری
- تپش قلب / آریتمی یعنی ریتم نامنظم قلب
- احساس فشردن/سفت/فشار/درد در قفسه سینه، شانه، فک، زیر بغل، گردن و/یا پایین بازو
- ناتوانی در ورزش، پیاده‌روی، انجام کارهای خانه، مجبور به نشستن/دراز کشیدن
- احساس اینکه سینه در حال «منفجر شدن» است
- احساس «فشرده شدن» چیزی در قفسه سینه
- غش/بیهوش شدن (سنکوپ) و/یا احساس اینکه فرد در شرف غش است

### عوارض
پل‌های میوکارد می‌تواند عوارض متعددی را ایجاد کند - که اغلب در جامعه پزشکی به اندازه خود این بیماری اشتباه گرفته می‌شود. این موارد عبارتند از:
- آنژین صدری (درد قفسه سینه از قلب)
- اختلال عملکرد اندوتلیال، که باعث اسپاسم عروق کرونر می‌شود - هر دو گاهی بسیار شدید
- آریتمی (ضربان قلب نامنظم)
- تاکی‌کاردی (ضربان قلب غیرطبیعی بالا)
- آتروما (پلاک) درست قبل از (نزدیک به) پل میوکارد تشکیل می‌شود

توجه داشته باشید که مطالعات نشان داده‌اند که پلاک در داخل پل‌های میوکارد تشکیل نمی‌شود، با این حال تقریباً همیشه پلاک درست قبل از پل میوکارد در بزرگسالان وجود دارد.
برخی از محرک‌های رایج علائم پل میوکارد عبارتند از:
- تلاش / تمرین[۸]
- هر چیزی که ضربان قلب را افزایش دهد، حتی رویدادهای مثبت
- محیط‌های کم اکسیژن مانند هوای گرم و مرطوب، ارتفاع زیاد
- نشستن / دراز کشیدن / انجام ندادن هرگونه کاری برای مدت طولانی

قابل ذکر است، ضربان قلب بالا یا تاکی‌کاردی، ایسکمی (کمبود اکسیژن‌رسانی به قلب) ناشی از پل‌های میوکارد را به شدت افزایش می‌دهد. مطالعات نشان داده‌اند که دلیل آن این است که شریان فشرده شده در هر ضربان قلب بسیار آهسته باز می‌شود و بنابراین در اکثر یا تمام دوره دیاستولیک در حالت نیمه فشرده باقی می‌ماند؛ بنابراین با افزایش ضربان قلب، زمان باز شدن مجدد شریان (دوره دیاستولیک) به‌طور چشمگیری کاهش می‌یابد - تا جایی که با ضربان قلب بسیار بالا، شریان هرگز به‌طور کامل باز نمی‌شود و جریان خون دائماً کاهش می‌یابد.

## تشخیص
در حال حاضر سه آزمایش کلیدی برای تشخیص پل‌های میوکارد توسط دانشگاه استنفورد وجود دارد: سی‌تی اسکن، کاتتریزاسیون قلب، و استرس اکو.
1. سی‌تی اسکن – که در آن پل میوکارد اغلب به صورت یک ناحیه فشرده یا له شده از شریان ظاهر می‌شود که در آن، به ویژه، نواحی چربی اطراف شریان (که در سی تی اسکن به رنگ سیاه نشان داده شده است) ناپدید می‌شوند، زیرا شریان از میان ماهیچه‌ها و نه چربی این ناحیه، تونل زده است. سی‌تی اسکن‌ها اغلب امکان ارزیابی طول و عمق تقریبی پل میوکارد را فراهم می‌کنند، اما فشرده سازی را نمی‌توان به‌طور دقیق از طریق سی تی اسکن ارزیابی کرد.[۱۰]
2. کاتتریزاسیون قلبی IVUS شامل اندازه‌گیری dFFR (ذخیره جریان کسری دیاستولیک) در طول چالش دوبوتامین است - که از آن قرائت‌های dFFR و درصد فشرده‌سازی به خوبی اندازه‌های طول و عمق تقریبی (نشان داده شده به عنوان نوار هاله یا اکولوسنت) پل میوکارد گرفته می‌شود. توجه به این نکته ضروری است که به منظور معنی دار بودن آن در تشخیص پل میوکارد، اندازه‌گیری dFFR به عبارت دیگر دوره دیاستولیک ضروری بوده و به معنای FFR نیست. دلیل آن این است که برخلاف تصور غلط رایج، همان‌طور که در بالا توضیح داده شد پل‌های میوکارد باعث فشرده شدن شریان در طول دوره دیاستول و همچنین سیستول می‌شوند که این مورد در مطالعات متعدد نشان داده شده است.[۱۱][۱۲] همچنین بسیار مهم است که از چالش دوبوتامین برای افزایش ضربان قلب استفاده شود، زیرا همان‌طور که توسط یوشینو و همکاران در سال ۲۰۱۴ نشان داده شده است، dFFR در ضربان قلب بالا به‌طور قابل توجهی کاهش می‌یابد.[۱۳]
3. اکوکاردیوگرام استرس (به عبارت دیگر قبل و بعد از دویدن روی تردمیل) - برای شناسایی شواهد ایسکمی یعنی کمبود اکسیژن تحویلی به بطن به دلیل پل میوکارد، استفاده می‌شود. این آزمایش خود پل میوکارد را تصویرسازی نمی‌کند، بلکه اثرات آن را روی بطن نشان می‌دهد. مطالعات متعدد نشان داده‌اند که ایسکمی ناشی از این عارضه با ظاهر «کمانش سپتومی» در اکوکاردیوگرام استرس نشان داده شده است، زیرا سپتوم تحت استرس آشکار می‌شود.[۱۴][۱۵]

قابل ذکر است که نوار قلب یک ابزار تشخیصی مطمئن یا قطعی برای تشخیص این عارضه نیست. برخی از بیماران علامت دار نتایج نوار قلب طبیعی و برخی دیگر غیرطبیعی نشان می‌دهند.